# عبد السلام المصباحي
عبد السلام المصباحي (مواليد 1954 في تازة) هو سياسي مغربي ينتمي لـحزب الاستقلال، شغل منصب وزير الدولة للتنمية الإقليمية في حكومة عباس الفاسي بين عامي 2007 و2012. ألف ثلاثة كتب حول التخطيط الإقليمي الوطني والعمل البلدي، بالإضافة إلى العديد من الدراسات في مجالات الإدارة الحضرية، والجهوية، والاقتصاد الاجتماعي والتضامني وكذلك التنمية البشرية، شارك في العديد من المؤتمرات والندوات، ومحادثات حول تخطيط استخدام الأراضي والتخطيط الحضري والبيئة.

## عضوية
1. يعمل أستاذًا باحثًا في كلية العلوم القانونية والاقتصادية والاجتماعية بمراكش منذ 1979 وفاس منذ 1981.
2. مدرب في مجال المبادرة الوطنية للتنمية البشرية في مركز التدريب الإداري بفاس.
3. عضو في جمعية "سبو" من أجل بيئة صحية منذ عام 2004.
4. عضو مؤسس لمركز المهارات الوطني للتراث الثقافي بجامعة سيدي محمد بن عبد الله عام 2005.
5. وهو عضو في اللجنة المركزية لحزب الاستقلال منذ عام 1989.
6. في 15 أكتوبر 2007 عيّن في منصب وزير دولة لدى وزير الإسكان وتخطيط المدن والتخطيط المكاني، مكلفاً بالتنمية الترابية، في ظل حكومة عباس الفاسي.[3]
7. عضو في اللجنة الإستراتيجية ولجنة المبادرة الوطنية للتنمية البشرية،[4] هو مشروع لمحاربة الفقر والإقصاء الاجتماعي والتهميش أطلقه محمد السادس في 18 مايو 2005.

## مؤلفاته
1. إستقلال المغرب بين توارث الحكومات وتوارث الدول.[5]